# Windauer Ache
Windauer Ache är ett vattendrag i Österrike.   Det ligger i förbundslandet Tyrolen, i den centrala delen av landet, 300 km väster om huvudstaden Wien.
I omgivningarna runt Windauer Ache växer i huvudsak blandskog. Runt Windauer Ache är det ganska tätbefolkat, med 52 invånare per kvadratkilometer.